# Mother (John Lennon)
|  | Aquest article tracta sobre Mother, cançó de John Lennon. Vegeu-ne altres significats a «Mother». |

Mother és una cançó del músic britànic John Lennon, extreta de l'àlbum de 1970 John Lennon/Plastic Ono Band. Una versió més curta seria utilitzada com a senzill i posteriorment seria publicada en l'àlbum recopilatori de 1975 Shaved Fish, així com en Lennon Legend: The Very Best of John Lennon. La cara B del senzill inclou el tema "Why", interpretat per Yoko Ono.
Encara que el títol del tema sigui "Mother" ("Mare"), suposa un crit als seus pares, els qui el van abandonar durant la seva infància: el seu pare, Alf Lennon, abandonaria a la família quan John era nen, mentre que la seva mare, Julia Lennon, va ser atropellada per un conductor embriac quan John tenia l'edat de 17 anys. Lennon lamenta la pèrdua dels seus pares a través del tema, contraposant els seus sentiments a la realitat en versos com "Mother, you had em/but I never had you" ("Mare, tu em vas tenir/però jo mai et vaig tenir") o "Father, you left em/but I never left you" ("Pare, tu em vas deixar/però jo mai et vaig deixar"). Suposa el segon tema de Lennon dedicat a la seva mare, sent el primer d'ells la cançó "Julia", que apareixeria en l'Àlbum Blanc de The Beatles. El tema comença amb un repic de campanes, introduint el tema de la mort des del principi.
Lennon va dir que "Mother" era la cançó que "semblava quedar en el meu cap", tenia certs dubtes sobre el seu interès comercial, per la qual cosa al principi va considerar publicar com a senzill el tema "Love". "Love" seria publicat com a senzill l'any 1982, dos anys després de la mort de Lennon.
Lennon es va inspirar en la teràpia primal, que treballa amb la finalitat de despullar al pacient de totes la seva defenses per revelar la "persona real", per compondre la cançó. La vídua de Lennon, Yoko Ono, va treballar en la teràpia amb el doctor Arthur Janov, primer a la seva llar de Tittenhurst Park durant tres setmanes, i posteriorment a Califòrnia, on la parella passaria quatre mesos. Lennon descriuria la teràpia com "una mica més important per a mi que The Beatles.".
Altres cançons nascudes per l'ajuda de la teràpia primal serien "Working Class Hero" i "Isolation".
Christina Aguilera va versionar la cançó per a l'àlbum del 2007 Instant Karma: The Amnesty International Campaign to Save Darfur.